# Lam Ngai Kai
Lam Ngai Kai, född 1953, är en filmregissör från Hongkong.

## Stil och kritik
Den franske filmkritikern Xavier Desbarats har vid flera tillfällen jämfört honom med regissören Edward D. Wood, Jr..

## Filmografi
- The Cat (1992)
- The Story of Ricky (1991) (omnämnd som Simon Nam)
- Saga of the Phoenix (1990)
- Peacock King (1988)
- Her Vengeance (1988)
- The Vengeance (1988)
- Erotic Ghost Story (1987)
- Killer's Nocturn (1987)
- Ghost Snatchers (1986)
- Seventh Curse (1986)
- Three Stooges Go Undercover (1984)
- Men from the Gutter (1983)
- Brothers from the Walled City (1982)